# Abrahám z Arbely
Svatý Abrahám z Arbely († asi 345) byl ve 4. století arbelský biskup a mučedník.

## Život
Když perský velkokrál Šápúr II. pronásledoval křesťany, zatknul arabelského biskupa Jana. Po jeho smrti byl jeho nástupcem určen Abrahám. Abrahám se skrýval, ale nakonec byl zatčen. Byl nucen poklonit se Slunci, což odmítl. Proto byl v Tell-Niãhã asi roku 345 sťat.

## Úcta
Jeho svátek se slaví 31. ledna.